# Levendula (növénynemzetség)
A levendula (Lavandula) az árvacsalánfélék családjába tartozó növénynemzetség 39 fajjal és több hibrid fajjal. Őshonos Európában; megtalálható az Atlanti-óceánban fekvő Zöld-foki Köztársaság szigetcsoportjaitól és a Kanári-szigetektől DK-Európán keresztül Észak- és Kelet-Afrikában, a Mediterráneumban, DNy-Ázsián keresztül DK-Indiáig. A nemzetség sok tagja kerti dísznövényként ültetett a mérsékelt éghajlaton, felhasználják továbbá fűszerként, és a belőle kivont illóolajat számtalan kozmetikai termékben.
A nemzetség leggyakrabban használt faja a közönséges levendula (Lavandula angustifolia), amit sokszor csak levendulaként említenek. Az 1700-as években került Magyarországra.

## Elnevezés
A levendula elnevezést a latin lavare (mosni) kifejezésre vezetik vissza. Más magyarázat szerint a latin livere (kékes színű) szóból ered.

## Leírás
A nemzetség egyéves vagy néhány évig élő évelő fajokból, félcserje vagy cserje termetű növényekből áll. A levél alakja változatos a nemzetségben: néhány termesztett fajnál egyszerű lándzsás; másoknál szárnyas, néha többszörösen szárnyas és tagolt. A legtöbb faj levelei finom szőrökkel fedettek, amelyek az illóolajat tartalmazzák. A virágok örvökben állnak, a virágzati szár a levelek fölé emelkedik. Néhány fajnál murvalevelek is megfigyelhetők. A virágok színe kék vagy lila, a vadon előforduló fajoknál ritkán feketés lila vagy sárgás. A csésze csöves. A párta is csöves, általában 5 karéjos .

## Rendszertani története
A L. stoechas, L. pedunculata és L. dentata ismert volt a római időkben.
A középkortól az európai fajokat két külön csoportra osztották a nemzetségen belül, Stoechas (L. stoechas, L. pedunculata, L. dentata) és Lavandula (L. spica és L. latifolia) néven, míg Linné rendszerezte őket. Linné csak öt fajt sorolt a nemzetségbe a Species Plantarum-ban 1753-ban, ezek: L. multifida, L. dentata, L. stoechas, L. spica.
1790-re ismertté vált a L. pinnata és a L. carnosa. (Utóbbi átkerült a Anisochilus nemzetségbe).
1826-ra Frédéric Charles Jean Gingins de la Sarraz 12 fajt sorolt három fajcsoportba, majd 1848-ra 18-ra bővült a fajok száma.
Az első modern osztályozások egyikét Dorothy Chaytor készítette 1937-ben Kew Garden-ben.
28 faj számára 6 fajcsoportot állított fel, de maradtak fajok, amiket nem tudott besorolni egyikbe sem.
Az általa készített fajcsoportok: Stoechas, Spica, Subnudae, Pterostoechas, Chaetostachys és Dentatae.
Az újabban készült Upson és Andrews által alkotott osztályozásban a Lavandula 3 alnemzetségre oszlik:
- Lavandula alnemzetség – főleg fás cserjék ép levelekkel. Ez tartalmazza azokat a fajokat, amelyeket dísznövényként vagy az illóolajukért termesztenek. Megtalálhatók a Mediterráneumban.
- Fabricia alnemzetség – cserjék és lágyszárúak; az Atlanti-óceántól Indiáig megtalálhatók. Néhány dísznövény is tartozik közéjük.
- Sabaudia alnemzetség – két faj tartozik ide, amelyek az Arab-félsziget délkeleti részén és Eritreában honosak. Néha a saját Sabaudia nemzetségükhöz sorolják őket.

Ezen túlmenően számos hibrid és nemesített fajta áll termesztésben.

## Fajok

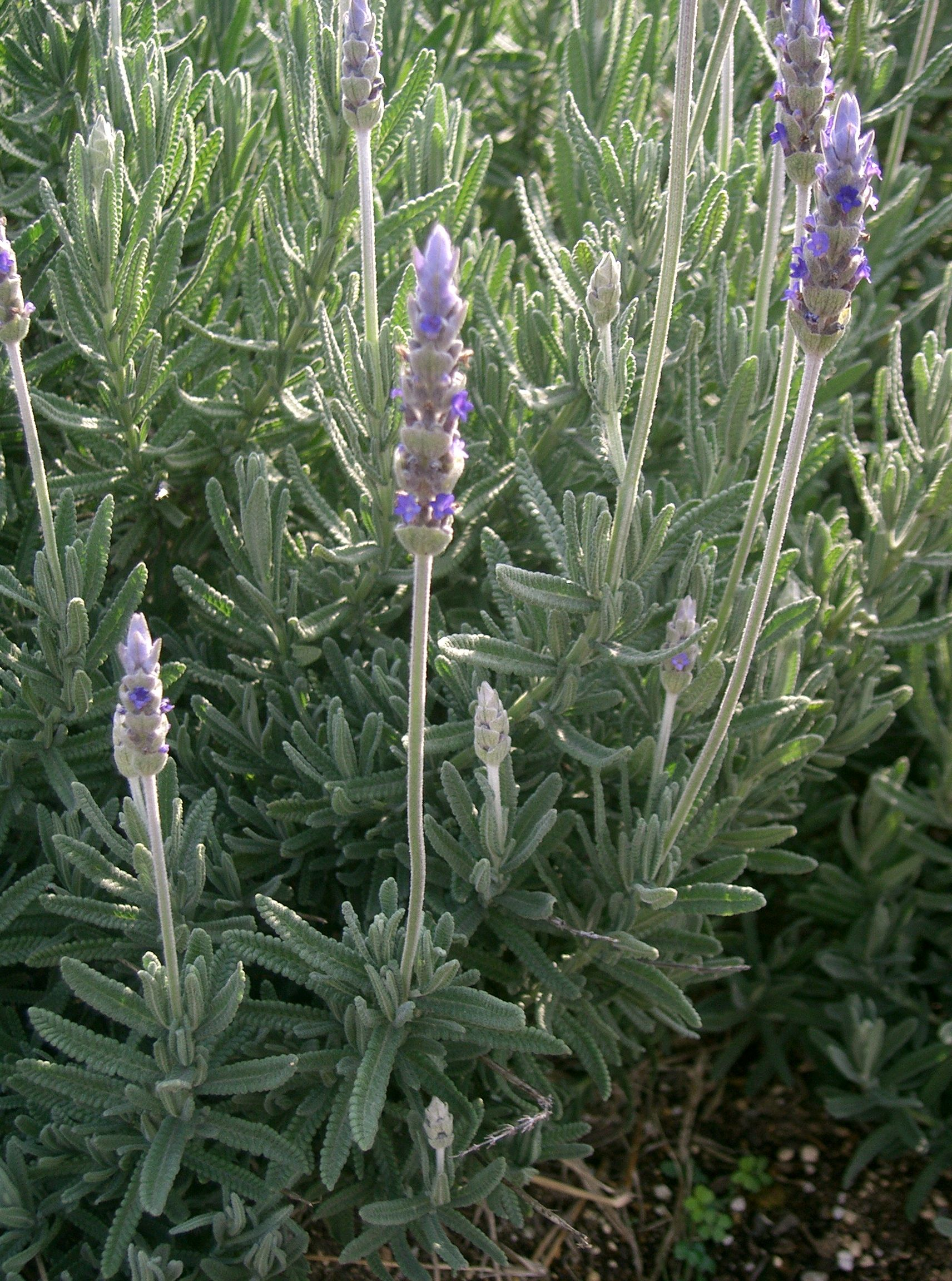
L. dentata

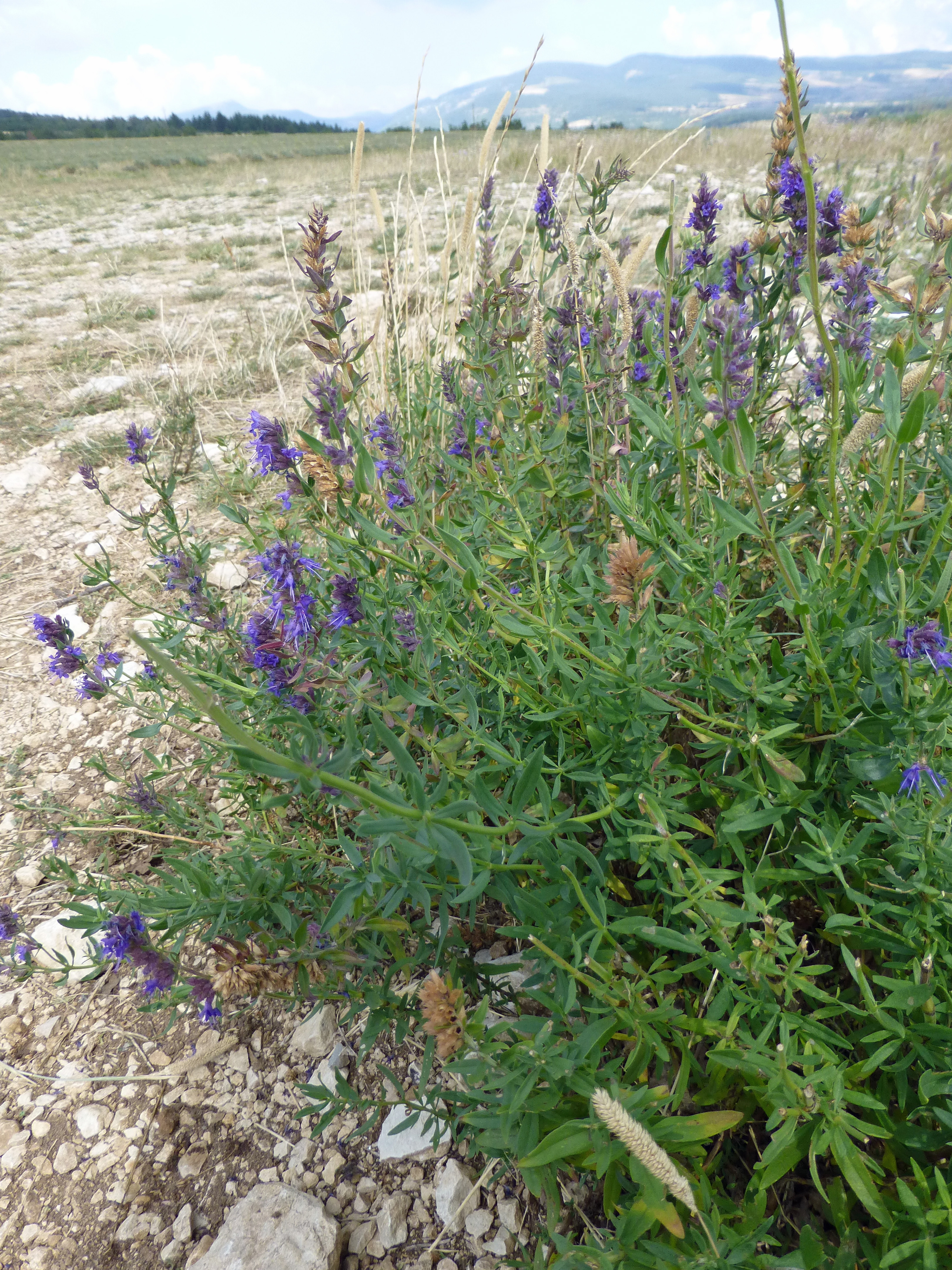
L. latifolia

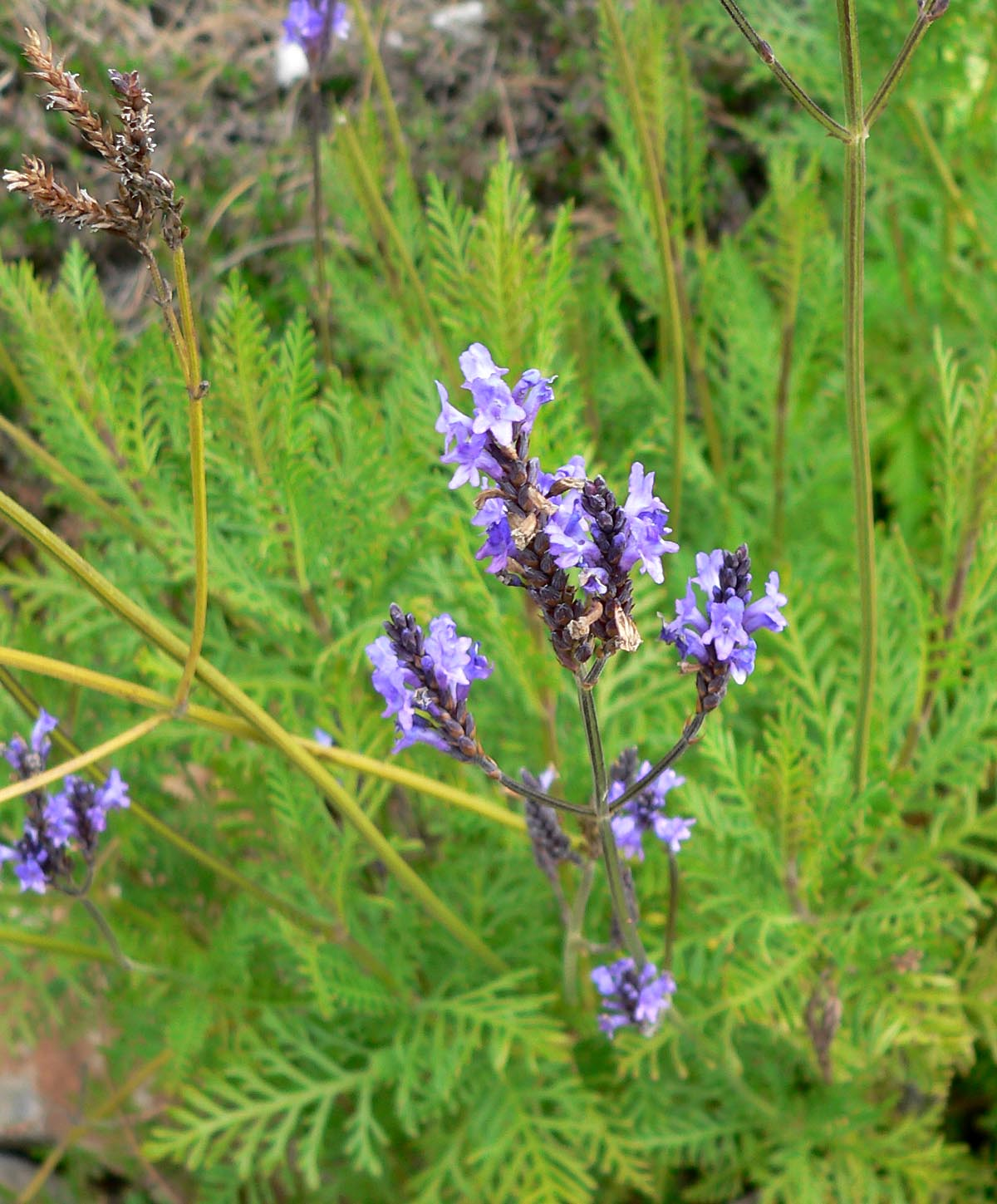
L. canariensis

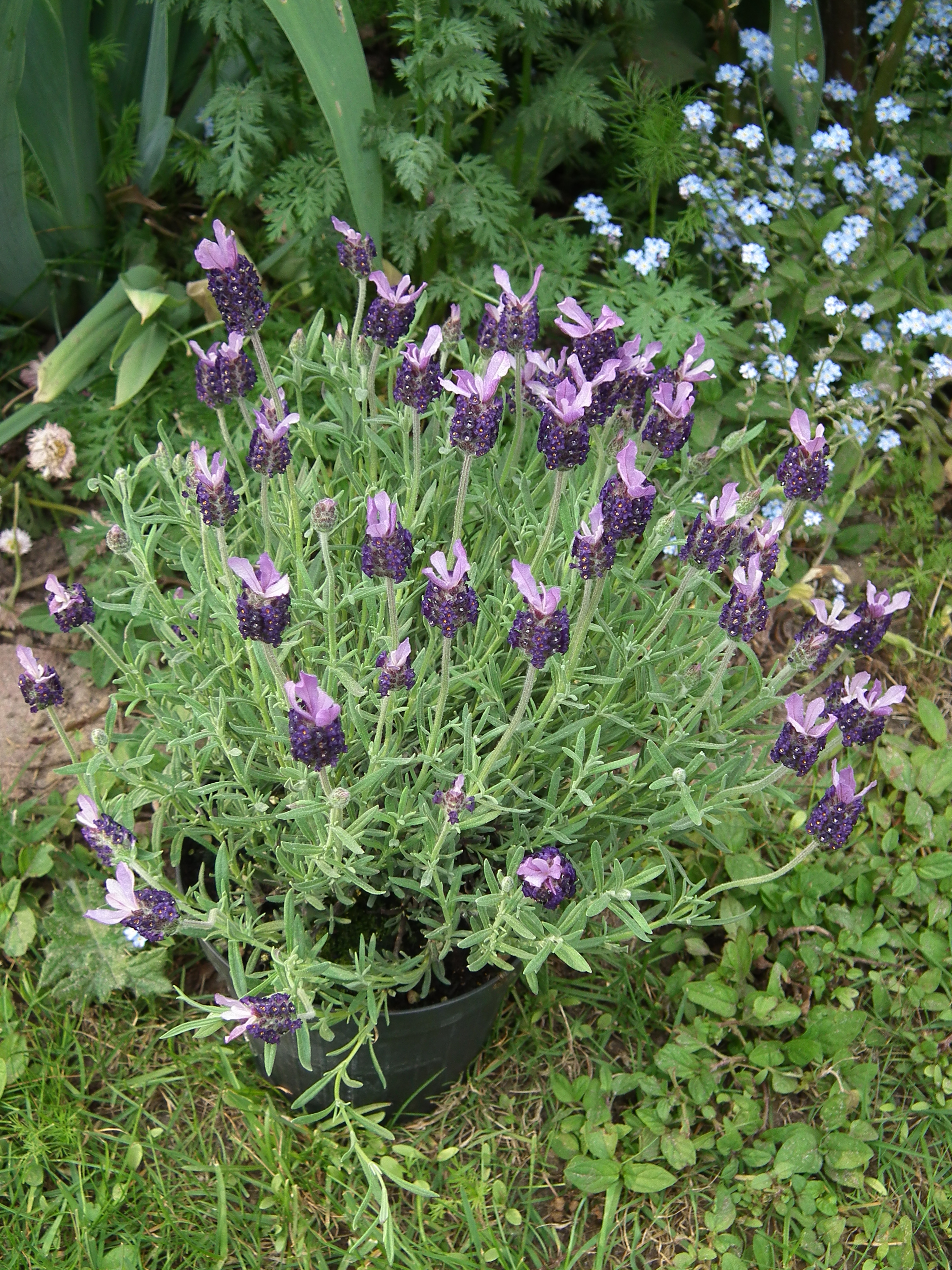
L. stoechas

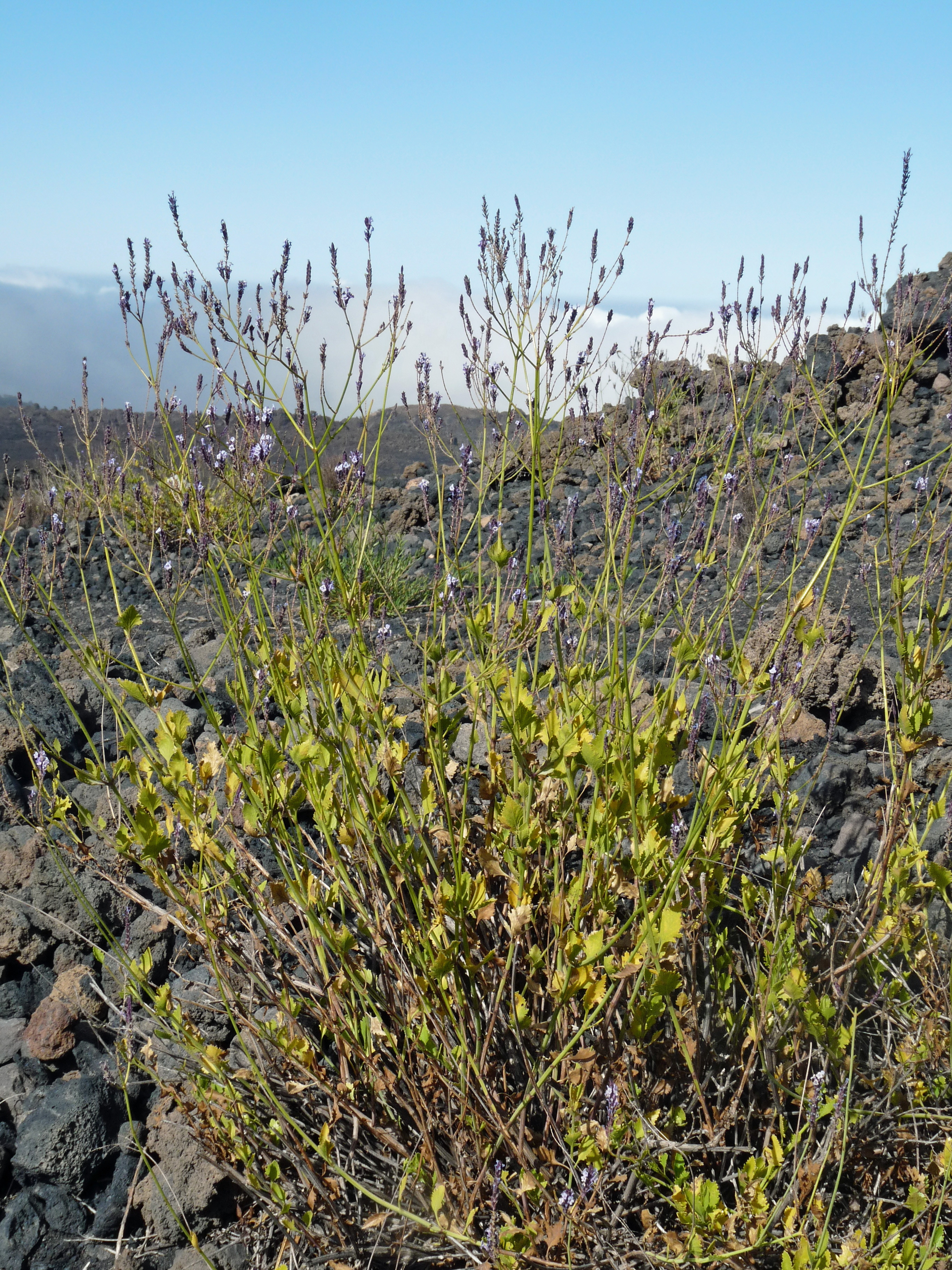
L. rotundifolia

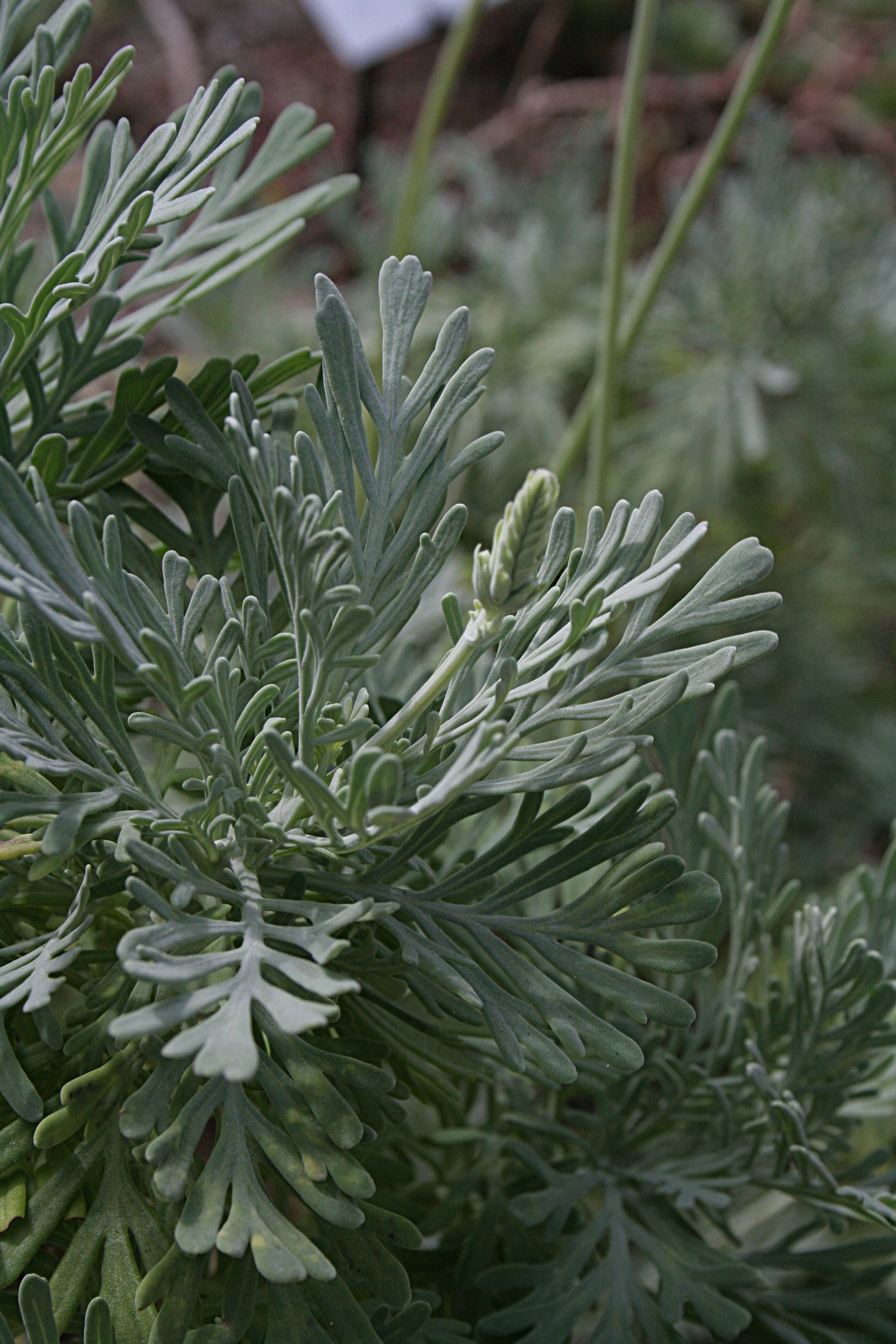
L. pinnata

Upson és Andrews (2004) osztályozása alapján
| I. alnemzetség Lavandula Upson & S. Andrews subgen. nov. 1. fajcsoport Lavandula (3 faj) - Lavandula angustifolia Mill. – közönséges levendula subsp. angustifolia – Katalónia, Pireneusok; subsp. pyrenaica – DK-Franciaország és a szomszédos olaszországi területeken; - Lavandula latifolia Medik – széleslevelű levendula: Közép- és Kelet-Spanyolország, Dél-Franciaország, Észak-Olaszország; - Lavandula lanata Boiss. – gyapjas levendula: Dél-Spanyolország; Hibrid fajok - Lavandula × chaytorae Upson & S. Andrews nothosp. nov. (L. angustifolia subsp. angustifolia × L. lanata); - Lavandula × intermedia Emeric ex Loisel. (L. angustifolia subsp. angustifolia × L. latifolia) – hibrid levendula 2. fajcsoport Dentatae Suarez-Cerv. & Seoane-Camba (1 faj) - Lavandula dentata L. – fogazott levendula: K-Spanyolország, É-Algéria és DNy-Marokkó; var. dentata (rosea, albiflora), candicans (persicina) Batt. 3. fajcsoport Stoechas Ging. (3 faj) - Lavandula pedunculata Mill.(Cav.) – hosszúkocsányú levendula subsp. atlantica – Marokkó hegyvidéki területein; subsp. cariensis – Nyugat-Törökország; subsp. lusitanica – az Ibériai-félsziget déli részén; subsp. pedunculata – Ibériai-félsziget; subsp. sampaiana – az Ibériai-félsziget DNy-i részén - Lavandula stoechas L. – füzéres levendula, spanyol levendula subsp. stoechas – Mediterráneum; subsp. luisieri Portugália és a szomszédos spanyol területeken; - Lavandula viridis L'Her. – zöld levendula: az Ibériai-félsziget DNy-i részén és talán Madeirán Fajcsoportok közötti hibridek (Dentatae és Lavendula) - Lavandula × heterophylla Viv. (L. dentata × L. latifolia) - Lavandula × allardii - Lavandula × ginginsii Upson & S. Andrews nothosp. nov. (L. dentata × L. lanata) II. alnemzetség Fabricia (Adams.) Upson & S. Andrews, comb.nov. 4. fajcsoport Pterostoechas Ging. (16 faj) - Lavandula antineae Maire subsp. antinae subsp. marrana subsp. tibestica - Lavandula canariensis Mill. – Kanári-szigetek; - Lavandula bramwellii Upson & S. Andrews – Gran Canaria; - Lavandula buchii Webb & Berthel. – Tenerife; - Lavandula citriodora A.G. Mill. – az Arab-félsziget DNy-i része; - Lavandula coronopifolia Poir. – Cape Verdétől É-Afrikán át, a trópusi Afrika ÉK-i részén, Arábiától Kelet-Iránig; - Lavandula mairei Humbert – Marokkó; - Lavandula maroccana Murb. – Marokkóban az Atlasz-hegységben; - Lavandula minutolii Bolle – Kanári-szigetek; subsp. minutolii subsp. tenuipinna - Lavandula multifida L. – nyugati levendula: az Ibériai-félsziget déli része, É-Afrika és a mediterrán szigetek, továbbá elszigetelt populáció vannak a Nílus völgyében; - Lavandula pinnata L. – Kanári-szigetek, Madeira; - Lavandula pubescens Decne. – Egyiptom, Eritrea, Sínai-félsziget, Izrael és Palesztina, Jordánia, az Arab-félsziget nyugati részén Jemenig; - Lavandula rejdalii Upson & Jury – Marokkó; - Lavandula rotundifolia Benth. – Cape Verde; - Lavandula saharica Upson & Jury – Dél-Algéria és a közeli régiók; - Lavandula tenuisecta Coss. ex Ball – Marokkóban az Atlasz-hegységben; Hibrid - Lavandula × christiana Gattef. & Maire (L. pinnata × L. canariensis) 5. fajcsoport Subnudae Chaytor (10 faj) - Lavandula aristibracteata A.G. Mill. – Észak-Szomália; - Lavandula dhofarensis A.G. Mill. – Dél-Ománban Zofár kormányzóságban; subsp. ayunensis subsp. dhofarensis - Lavandula galgalloensis A.G. Mill. – É-Szomália; - Lavandula macra Baker – az Arab-félsziget déli része és Szomália északi része; - Lavandula nimmoi Benth. – Szokotra; - Lavandula qishnensis Upson & S. Andrews sp. nov. – Dél-Jemen; - Lavandula samhanensis Upson & S. Andrews sp. nov. – Dél-Ománban Zofár kormányzóságban; - Lavandula setifera T. Anderson – Szomália és Jemen tengerparti régióiban; - Lavandula somaliensis Chaytor – Észak-Szomália. - Lavandula subnuda Benth. – Omán és az Egyesült Arab Emírségek hegyvidéki részein; 6. fajcsoport Chaetostachys Benth. (2 faj) - Lavandula bipinnata (Roth) Kuntze – Dekkán-fennsík, Észak-India középső része; - Lavandula gibsonii J. Graham – Nyugati-Ghátok Indiában; 7. fajcsoport Hasikenses Upson & S. Andrews, sect. nov. (2 faj) - Lavandula hasikensis A.G. Mill. – Omán; - Lavandula sublepidota Rech. f. – Dél-Irán; III. alnemzetség Sabaudia (Buscal. & Muschl.) Upson & S. Andrews, comb. et stat. nov. 8. fajcsoport Sabaudia (Buscal. & Muschl.) Upson & S. Andrews, comb. et stat. nov. (2 faj) - Lavandula atriplicifolia Benth. – az Arab-félsziget nyugati része, Egyiptom; - Lavandula erythraeae (Chiov.) Cufod. – Eritrea. |

## Termesztés

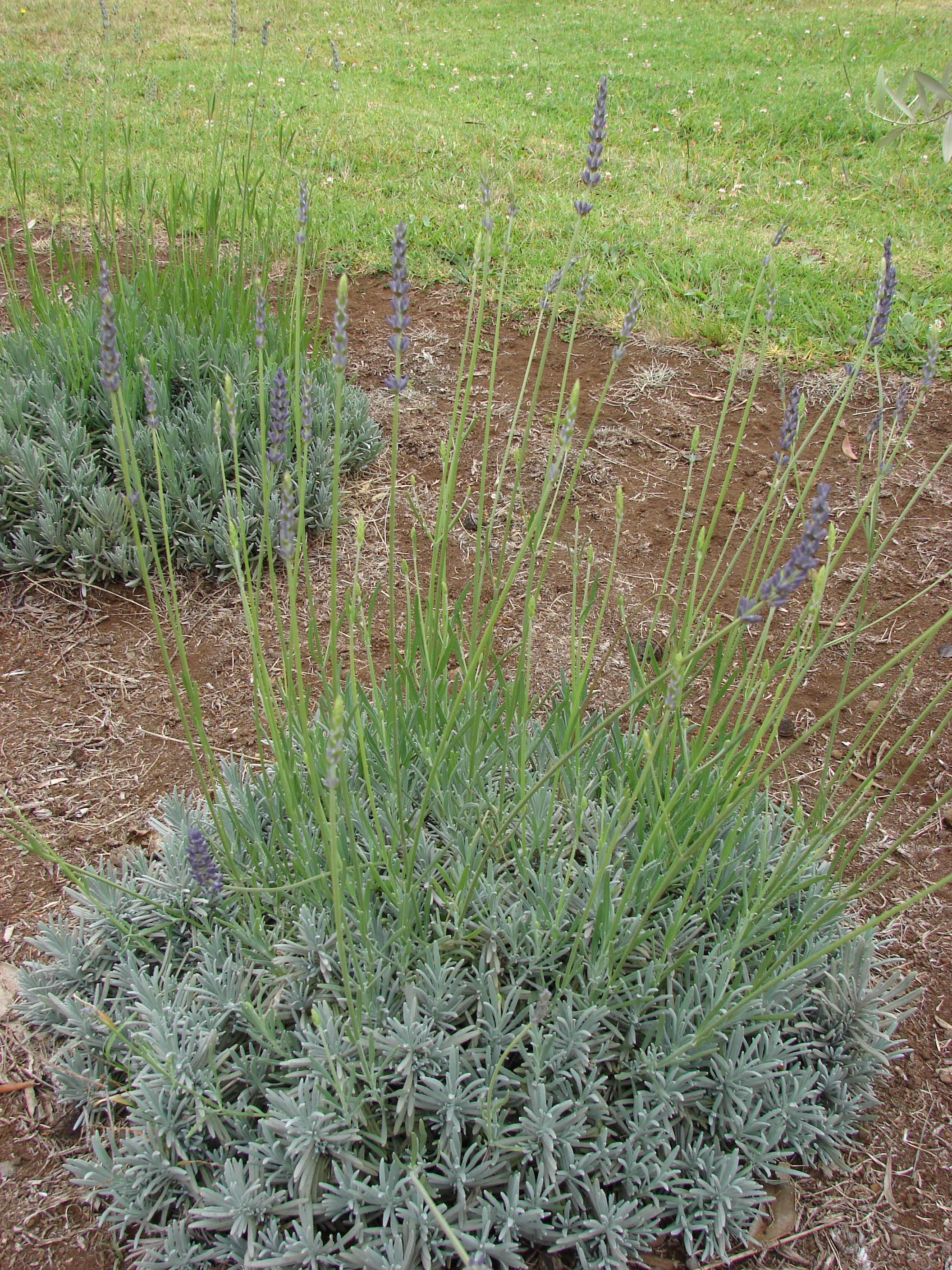
L. angustifolia

Termesztésben leggyakrabban a közönséges levendulával (L. angustifolia) (korábban L. officinalis) találkozhatunk. Számos nemesített fajtája van.
Más elterjedt dísznövényként használatos fajok a L. stoechas, L. dentata, és a L. multifida. Mivel a fajtákat világszerte ültetik kertekbe, a természetes elterjedési területükön kívül is megtalálhatók vadon.
A levendula fajok legjobban száraz, jó vízelvezetésű homokos vagy kavicsos talajokon fejlődnek teljes napsütötte fekvésben. Nincs különösebb trágyázási igényük. Magas páratartalmú helyeken a gyökerek hajlamosak a rothadásra gombafertőzés következtében.
A levendula fómás betegsége (Phoma lavendulae) erősen károsíthatja a növényt. Május végétől a fertőzött hajtások lehervadnak, majd elhalnak. Az idősebb, fertőzött szárrészekről a bőrszövet szürke pikkelyekben leválik. Védekezés: a fertőzött részeket meg kell semmisíteni; dugványokat csak az egészséges tövekről szabad szedni.
Néhány esetben a levendula fajok inváziós fajokká válhatnak; például Ausztráliában a Lavandula stoechas gyorsan terjed; szerte az Ausztrál kontinensen előfordul; és 1920 óta Victoria államban káros gyomnövényként tartják számon. Spanyolország egyes részein szintén gyomnövény.

## Levendulaolaj
A kereskedelmi termesztésben főleg az illóolajáért termesztik, aminek fertőtlenítő, gyulladáscsökkentő hatása ismert. Illatanyagként a kozmetikai iparban hasznosítják.
A közönséges levendulából nyert illóolaj édeskés illatú; kenőcsök, krémek, parfümök alkotórésze.
A hibrid levendula (Lavandula × intermedia) illóolaja hasonló, de kevésbé édes illatú, annak következtében, hogy magasabb a terpén (azon belül kámfor) tartalma. A hibrid levendulát bizonyos helyeken előnyben részesítik nagyobb virága és könnyebb betakaríthatósága miatt, annak ellenére, hogy illóolaját egyesek kissé gyengébb minőségűnek tartják.

## Fűszerként

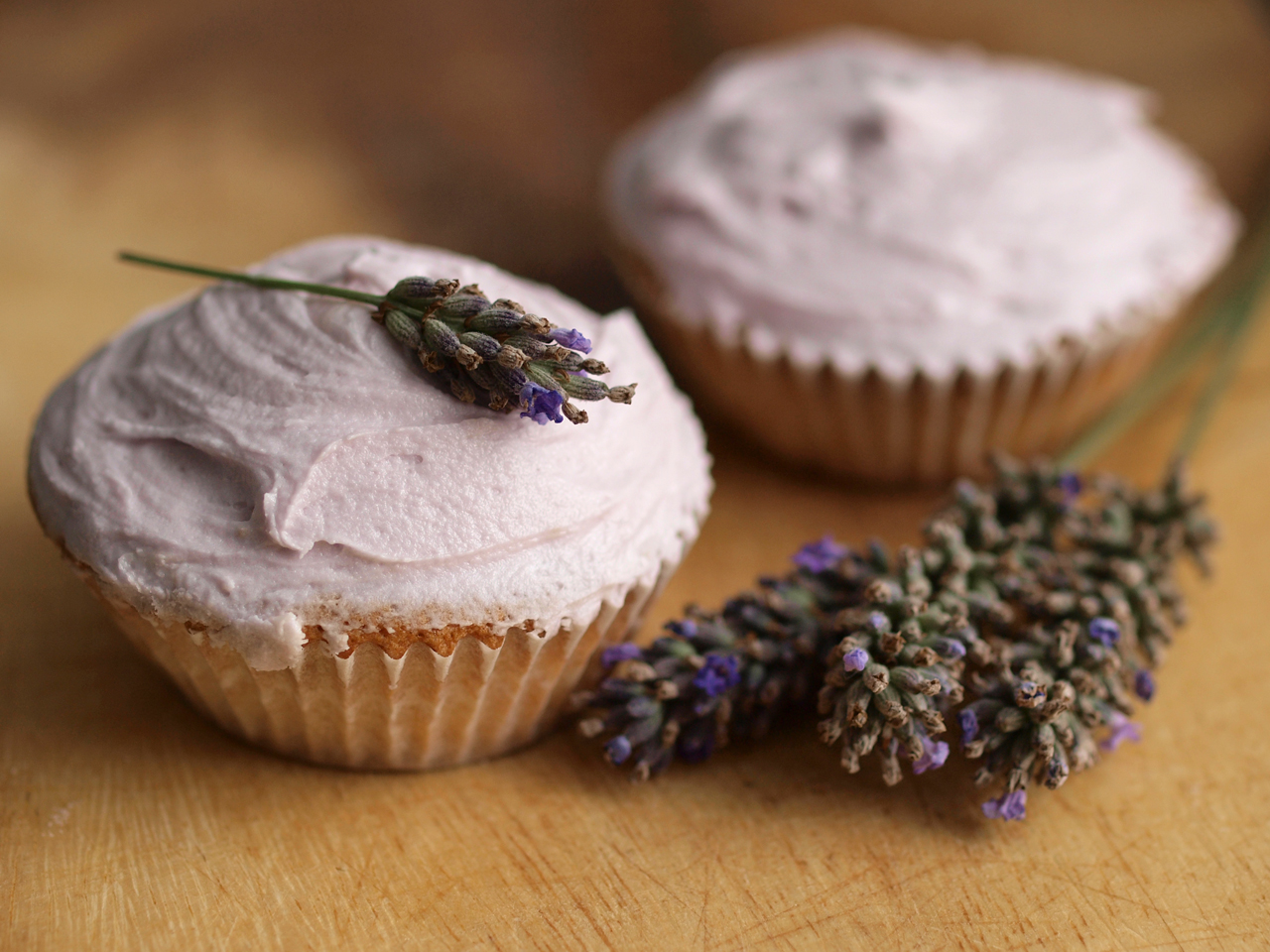
Levendulás sütemény

A provance fűszerkeverék amerikai kiadásának része (az eredeti franciában nincsen). A virágok bőséges nektárt adnak, amiből jó minőségű méz állítható elő. A virágokat lehet kandírozni, néha sütemény dekorációként használják. A csokoládés desszertekhez különösen jól illik. Fekete és zöld teához is szokták keverni ízesítőként.
Bár Franciaországban sokféleképpen felhasználják, nem tartozik a hagyományos francia konyha fűszerei közé.

## Gyógyászati felhasználás

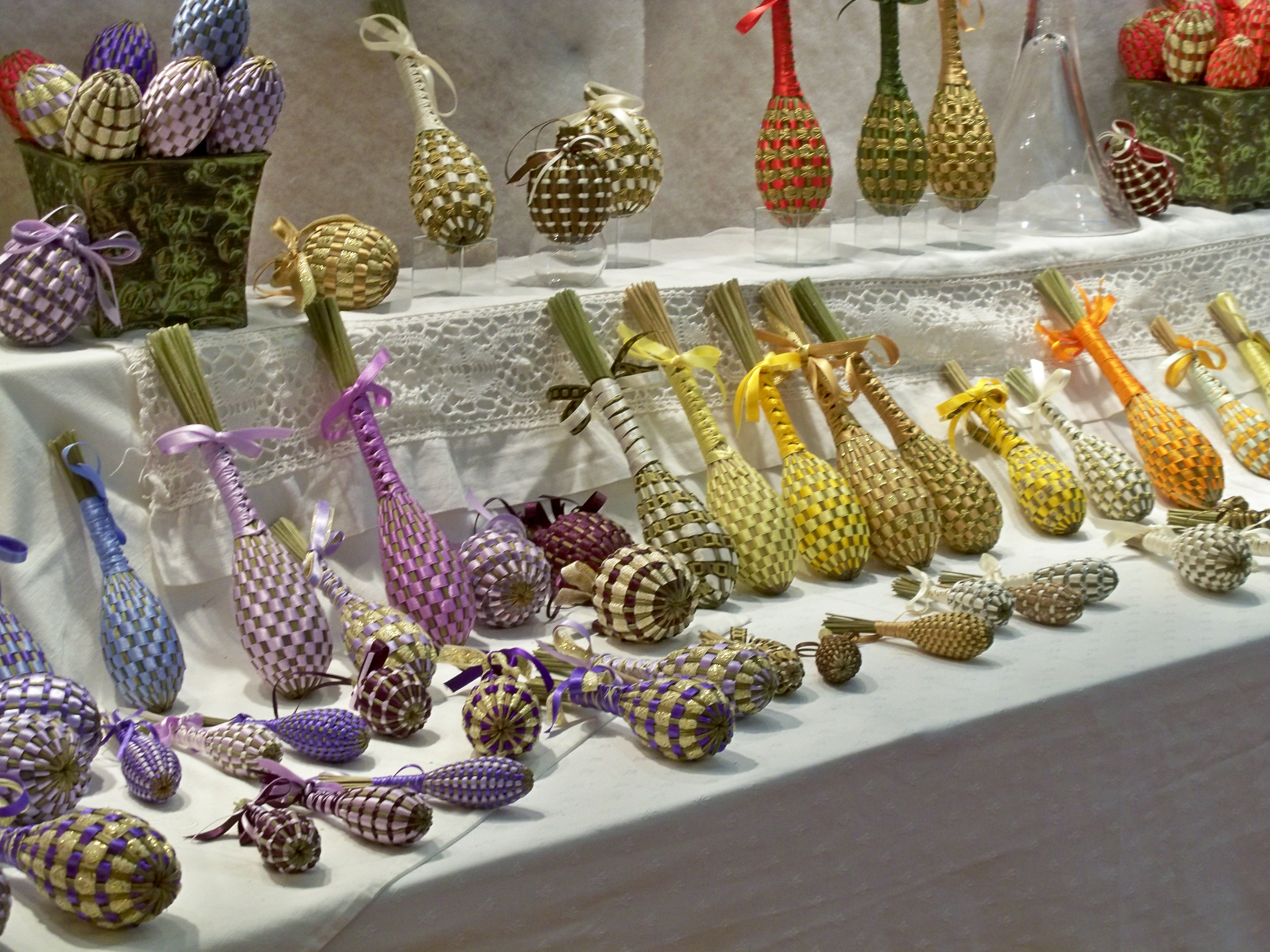
Levendulacsokrok rovarriasztásra

Az I. világháborúban kórházakban használták az illóolaját.
Gyakran használják más növényekkel együtt az aromaterápiában.
A levendulavirágokkal töltött párnácska segíti az alvást és az ellazulást.
Nyugtató teakeverékekben szintén megtalálható.
Egy 2010-ben publikált tanulmány szerint magas linalool és linalil-acetát tartalmú illóolaj kapszulázott formában jelentősen hatékonynak bizonyult a szorongás és az ahhoz kapcsolódó alvászavarok kezelésében.

### Elővigyázatosság
Az illóolaj használata nem ajánlott terhes és szoptató nőknek, mivel a hatásokról hiányosak az ismeretek. Serdülőkor előtti és serdülő fiúknak használata figyelmet igényel, mert a hormonális hatások gynecomastiát (mellnagyobbodást) okozhatnak. Továbbá felléphet bőrirritáció is.

## Egyéb felhasználás

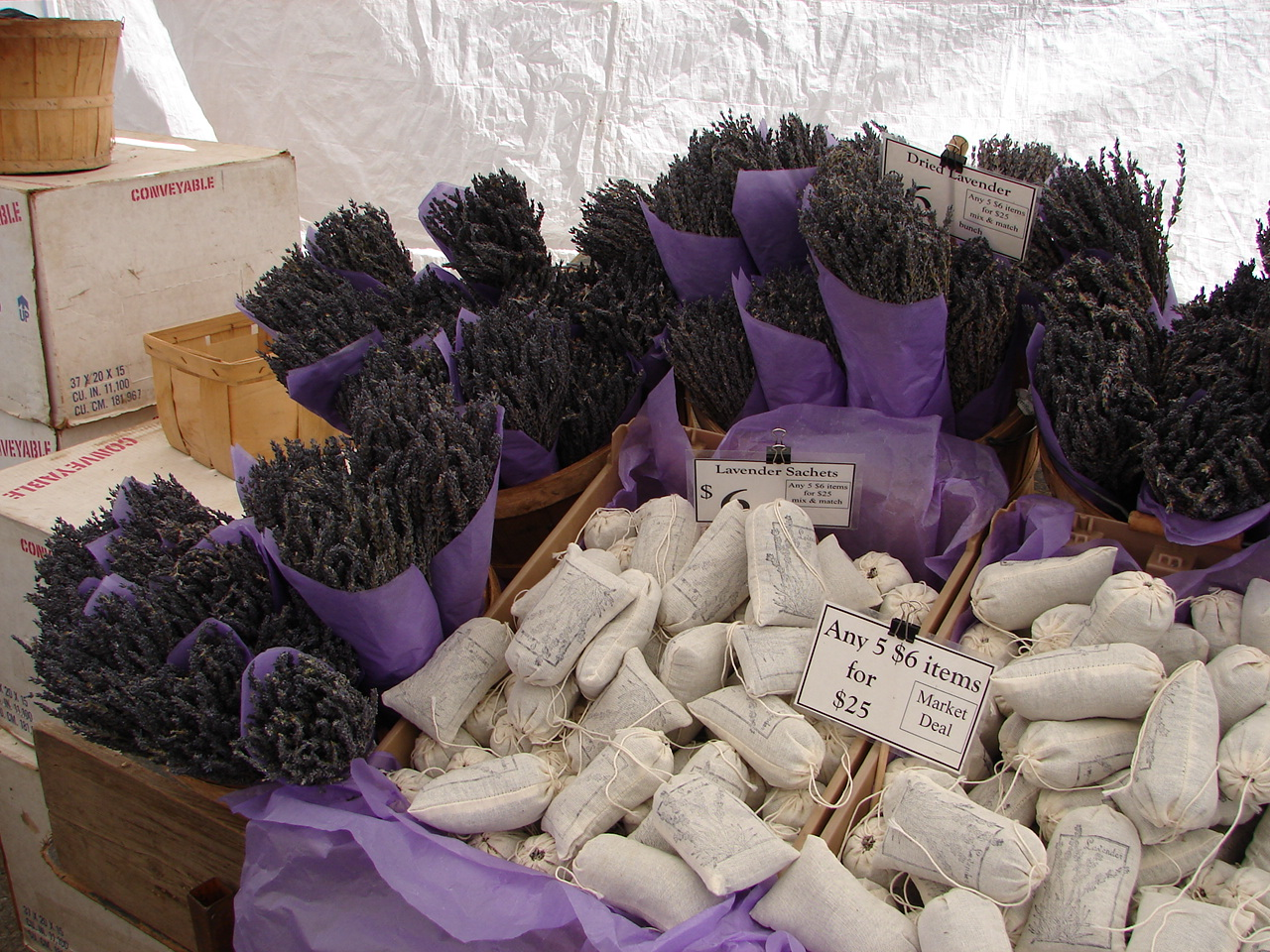
Levendula termékek

A virágzati szárak szárított virágkötészetben is felhasználhatók. Ruhák közé téve a molyok távoltartására használják.

## Képek

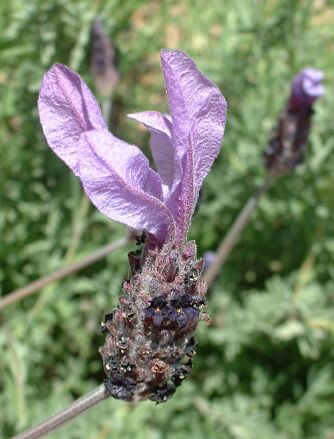
A L. stoechas nemesített fajtájának virága
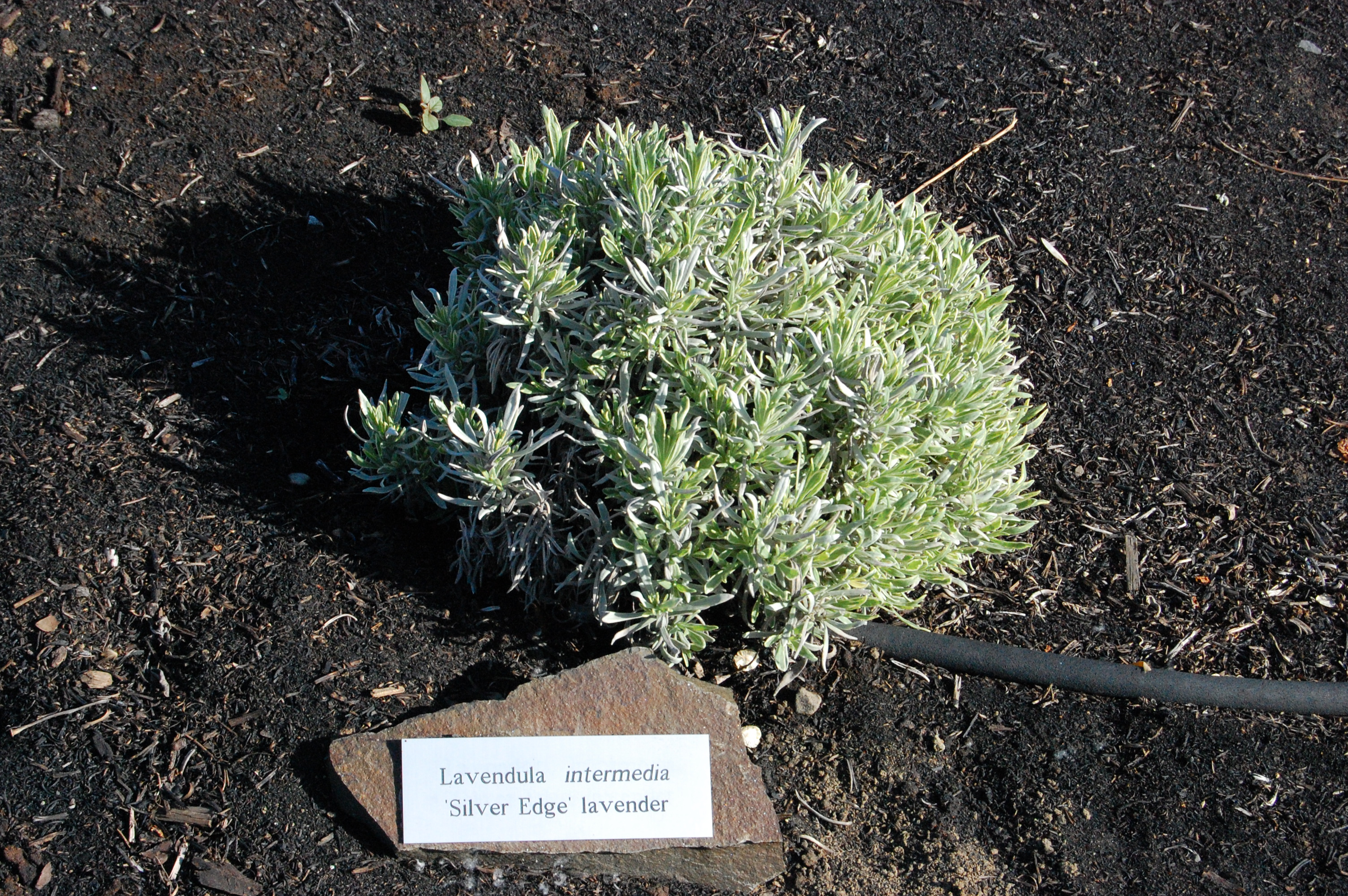
Lavandula x intermedia

## Fordítás
- Ez a szócikk részben vagy egészben  a   Lavandula című angol Wikipédia-szócikk ezen változatának fordításán alapul.  Az eredeti cikk szerkesztőit annak laptörténete sorolja fel. Ez a jelzés csupán a megfogalmazás eredetét és a szerzői jogokat jelzi, nem szolgál a cikkben szereplő információk forrásmegjelöléseként.